# Внутрішній ринок Європейського Союзу

Внутрішній ринок Європейського Союзу (іноді використовується термін єдиний ринок; раніше відомий як спільний ринок) є економічним простором Європейського Союзу без внутрішніх кордонів, на якому забезпечується вільний рух товарів, осіб, послуг і капіталів – «чотири свободи» ЄС – між 27-ма державами-членами ЄС. Відповідне визначення внутрішнього ринку ЄС закріплене у ч. 2 ст. 26 Договору про функціонування Європейського Союзу.

## Становлення внутрішнього ринку Європейського Союзу
Виділяють такі історичні етапи європейської економічної інтеграції:
- У 1951 р. згідно із Паризьким договором створено спільний ринок сировини і продукції вугільної промисловості і металургії;
- Відповідно до Римського договору 1957 року утворено Європейське економічне співтовариство;
- З метою стабілізації спільного ринку у 1968 р. утворюється митний союз, з 1970 р. починається уніфікація спільної торговельної політики Європейського економічного співтовариства щодо третіх держав (включаючи встановлення спільного митного тарифу, укладення митних і торговельних угод, уніфікація інструментів експортної політики та охоронних засобів), утворюється Європейська валютна система;
- Для остаточного формування внутрішнього ринку Європейська комісія в 1985 р. приймає Білу книгу «Завершення формування внутрішнього ринку», в якій пропонується усунути фізичні, технічні та податкові кордони для вільного руху товарів, осіб, послуг і капіталів між країнами-членами ЄС, і цей підхід закріплюється у Єдиному європейському акті 1987 р.;
- У 1992 р. Договором про створення ЄС встановлюються засади економічного та валютного союзу країн-членів ЄС, утворюється Європейський економічний простір;
- Завершальним етапом становлення внутрішнього ринку ЄС вважається становлення Економічного і монетарного союзу Європейського Союзу та перехід на єдину валюту «Євро» у 2002 р.

## Вільне пересування товарів
Договір про функціонування ЄС передбачає утворення митного союзу, який розповсюджується на весь товарообіг і передбачає заборону між державами-членами ЄС мита на імпорт і експорт і будь-яких еквівалентних їм зборів, а також ухвалення спільного митного тарифу щодо третіх країн.

## Вільне пересування осіб
Свобода руху осіб означає, що громадянин Євросоюзу може безперешкодно переміщатися між країнами союзу з метою проживання (у тому числі і щодо виходу на пенсію), роботи та навчання. Забезпечення цих можливостей включає спрощення формальностей при переїзді і взаємне визнання професійних кваліфікацій.
Зокрема, у межах ЄС гарантується свобода пересування працівників, причому держави-члени ЄС в межах спільної програми заохочують обмін молодими робітниками.

## Вільне пересування послуг
У ЄС забороняються обмеження свободи надання послуг громадянами однієї держави-члена ЄС на території чи громадянам іншої держави-члена ЄС.
Свобода руху послуг і свобода установи дозволяє особам, які займаються самостійною економічною діяльністю, вільно переміщатися між країнами союзу і займатися цією діяльністю на постійній чи на тимчасовій основі. Незважаючи на те, що послуги представляють 70% ВВП і робочих місць у більшості держав-членів, законодавство відносно цієї свободи не настільки розвинене, як в області інших встановлюваних свобод. Цю прогалину було заповнено прийняттям директиви про послуги на внутрішньому ринку з метою зняття обмежень між країнами з надання послуг.

## Вільне пересування капіталів
У ЄС забороняються обмеження на пересування капіталів між державами-членами і між державами-членами і третіми країнами, а також обмеження на платежі між державами-членами і між державами-членами і третіми країнами.
Свобода руху капіталу передбачає не тільки можливість безперешкодних платежів та переказів через кордони, але і покупку нерухомості, акцій компаній та інвестування між країнами. До прийняття рішення про формування економічного і валютного союзу розвиток положень про свободу капіталу йшло повільно. Після прийняття Маастрихтського договору Європейський суд почав прискорено формувати рішення відносно раніше знехтуваної свободи. Свобода пересування капіталу діє також і на відносини між країнами-учасниками ЄС та третіми країнами.